# Nikšić
Nikšić (en montenegrino: Никшић) es una ciudad de Montenegro situada en la zona oeste del país. Es además la capital del municipio homónimo. Según el censo realizado en el año 2011 cuenta con una población de 56 970 habitantes siendo la segunda ciudad por población.

## Historia
La ciudad fue fundada en el siglo IV bajo el nombre de Onogost como una fortificación militar romana en el punto de intersección de las vías que unían distintas regiones vecinas. 
Durante la Edad Media fue conquistada por tropas del Imperio otomano, situación en la que se mantendría hasta 1877. Su liberación supuso la llegada de nuevos colonos, y el impulso para el desarrollo urbanístico en 1883 basándose en esquemas renacentista y barrocos. Dichas obras fueron llevadas por Josip Slade bajo el mando del rey Nikola.

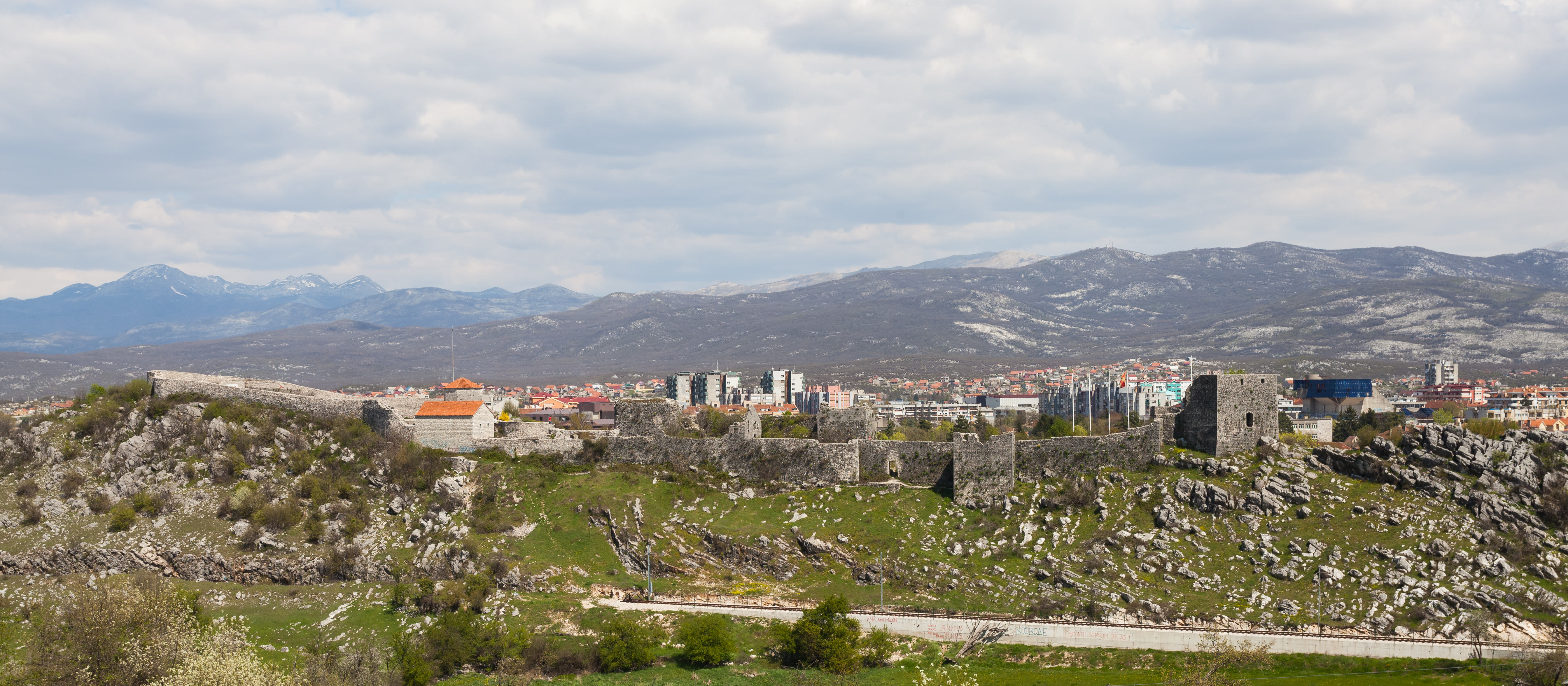
Castillo de Bedem

Las tres décadas siguientes al comienzo de las obras se caracterizaron por un resurgimiento económico y social de la localidad, el desarrollo de la artesanía y el comercio y el origen de muchas instituciones culturales y educativas. Durante esos años, se levantaron los edificios más característicos de la ciudad: la iglesia ortodoxa, el castillo, una extensa red de parques y el puente Czars.
Tras la Segunda Guerra Mundial, los edificios afectados fueron reconstruidos, a lo que se unió la construcción de otros nuevos. Desde la década de 1950, Nikšić ha multiplicado su tamaño por diez, y se ha convertido en uno de los centros industriales más importantes del país, así como un lugar de importante creatividad cultural y artística.

## Economía
Nikšić es, junto a Podgorica, uno de los centros industriales más grandes de Montenegro. La acería (Nikšićka Željezara), la mina de la bauxita, la cervecería (Nikšićka Pivara), y muchas otras industrias se concentran en esta ciudad.
Estas grandes industrias han luchado para sobrevivir después del derrumbamiento de la economía socialista, pero se han recuperado. El proceso de la privatización ha acabado o sigue en marcha para algunas de estas empresas.
Estos gigantes de la industria no pueden emplear hoy tanta mano de obra como en la antigua república federal socialista de Yugoslavia, y la economía de Nikšić se está transformando lentamente.
También Nikšić es conocida por ser una de las ciudades más peligrosas de Montenegro y el centro de la mafia de este país.

## Población
La distribución étnica de la población del municipio de Nikšić en 2003 era la siguiente:
| Etnia         | Población              | Porcentaje |
| ------------- | ---------------------- | ---------- |
| Montenegrinos | 27 154                 | 62,64 %    |
| Serbios       | 40 129[cita requerida] | 26,74 %    |
| Musulmanes    | 695                    | 0,92 %     |
| Gitanos       | 335                    | 0,44 %     |
| Yugoslavos    | 267                    | 0,35 %     |
| Bosníacos     | 148                    | 0,20 %     |
| Croatas       | 132                    | 0,18 %     |
| Otros         | 436                    | 0,58 %     |
| No declarados | 5214                   | 6,93 %     |
| Sin datos     | 772                    | 1,03 %     |
| Total         | 75 282                 | 100 %      |

| 9485 | 14 804 | 26 569 | 40 107 | 50 399 | 56 141 | 58 212 | 56 970 |